# اوفترونگن
اوفترونگن (به آلمانی: Uftrungen) یک منطقهٔ مسکونی در آلمان است که در سودهارتس واقع شده‌است. اوفترونگن ۱٬۱۰۸ نفر جمعیت دارد.